# Медведев, Михаил Леонтьевич
Михаил Леонтьевич Медведев — советский хозяйственный, государственный и политический деятель.

## Биография
Родился в 1904 году в деревне Бутчино. Член КПСС с 1927 года. Выпускник Ленинградского государственного электротехнического института им. В.И. Ульянова (Ленина) 1931 года.
С 1929 года — на хозяйственной, общественной и политической работе. В 1929—1966 гг. — батрак в д. Рубча, батрак в с. Федоровка, пастух в с. Бутчино, древоруб на лесозаготовках «Москвотоп» (г. Москва), токарь Днепропетровского завода им. Петровского, краснофлотец в г. Кронштадт, студент Ленинградского электротехнического института, инженер «Остехбюро» (г. Ленинград), директор Ленинградского филиала НИИ № 20, первый секретарь Смольнинского РК ВКП(б), секретарь Ленинградского ГК ВКП(б) по судостроительной промышленности, парторг ЦК ВКП(б) на Уралмашзаводе (1941-1947) в период организации выпуска танка Т-34, ответственный организатор отдела кадров парторганизаций УК ЦК ВКП(б), заведующий отделом чёрной и цветной металлургии УК ЦК ВКП(б), заместитель заведующего Отделом тяжелой промышленности ЦК ВКП(б), начальник инспекции по металлургической и химической промышленности Государственного комитета по труду и социальному обеспечению.
Делегат XVIII съезда ВКП(б).
Умер в Москве 7 февраля 1984 года.

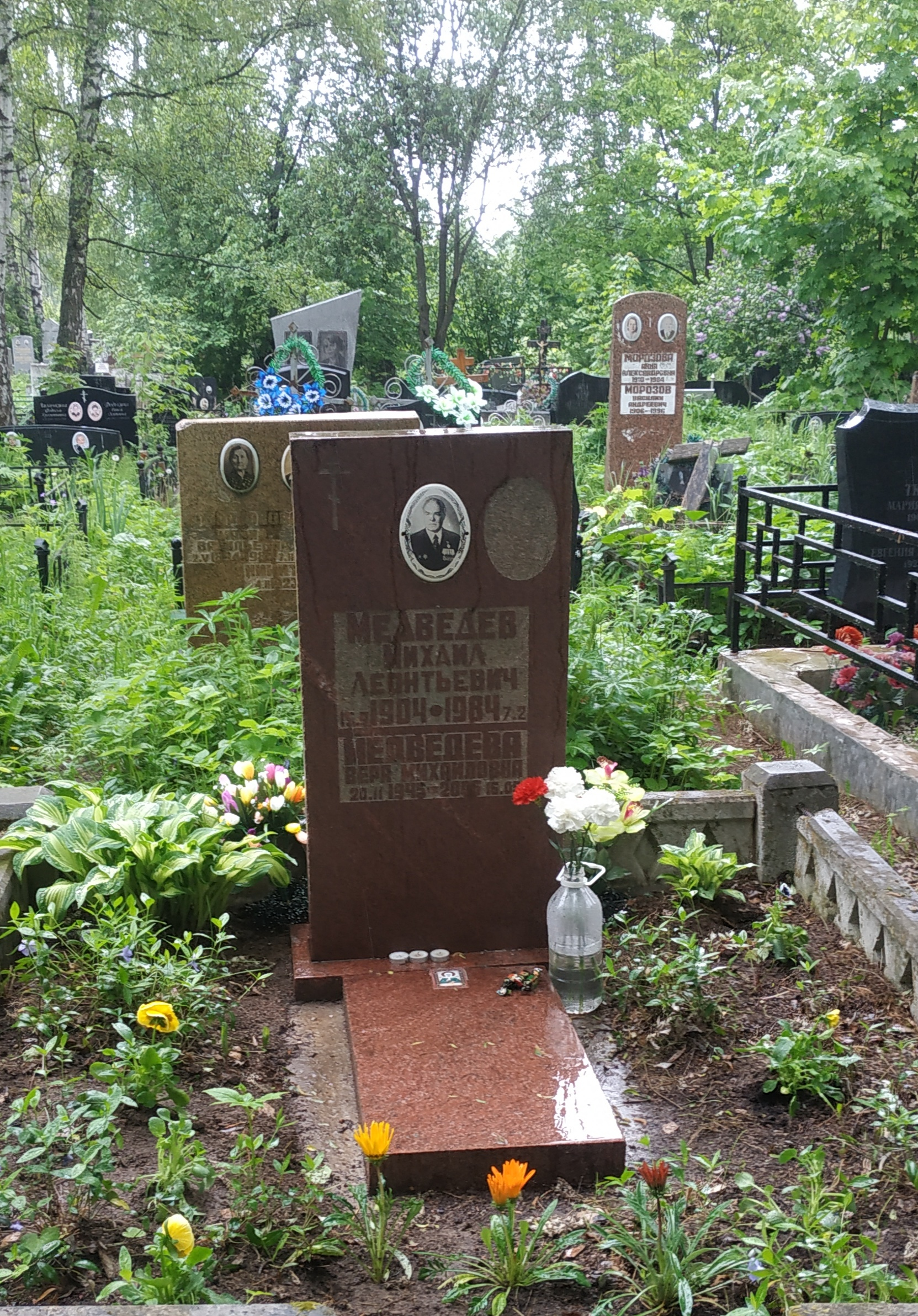
Могила М.Л. Медведева, Митинском кладбище

Награждён орденом Знак Почёта (17.04.1940) — «за успешную работу и проявленную инициативу по укреплений обороноспособности нашей страны».